# Alëna Mihajlovna Baeva
Alëna Mihajlovna Baeva (in russo Алёна Михайловна Баева?; Oš, 1985) è una violinista russa.
Avviata allo studio del violino a cinque anni presso la Scuola di musica Prokof'ev di Almaty, nel 1994 si trasferì con la famiglia a Mosca, dove divenne allieva di Èduardom Gračom. Nel 2001 vinse la dodicesima edizione del Concorso Wieniawski e nel 2002 iniziò a studiare presso il Conservatorio di Mosca. Nel 2003, su invito di Rostropovič, studiò per un periodo in Francia con Borisom Garlickim. Nel 2004 vinse il Concorso Paganini a Mosca, ottenendo in premio la possibilità di suonare per un anno lo Stradivari Wieniawski. Dal 2006 si esibì con Jurij Bašmet e I Solisti di Mosca in una serie di concerti. Nel 2007 si diplomò al Conservatorio e iniziò a frequentare l'Accademia Ozawa in Svizzera. Nello stesso anno vinse il Concorso di Sendai.